# Alain de Raemy
Alain de Raemy (Barcelona, España, 10 de abril de 1959) es un religioso hispano-suizo que actualmente es obispo auxiliar de Lausana, Ginebra y Friburgo, en Suiza.

## Biografía
Pasó sus primeros años de vida Barcelona, donde completo su educación obligatoria. Se trasladó a Engelberg, en Suiza, donde realizó sus estudios secundarios en filología en latín e inglés. Entre 1978 y 1979, estudió en derecho por la Universidad de Zúrich. Ese año, dejó esos estudios para comenzar los de filosofía y teología en la Universidad de Friburgo, tras lo cual, ingresó en el seminario diocesano de Lausana, Ginebra y Friburgo. Fue ordenado sacerdote el 25 de octubre de 1986. Desempeñó varios cargos en la diócesis, hasta que fue nombrado capellán de la Guardia Suiza Pontificia en el Vaticano. 

### Obispo
El 30 de noviembre de 2013, el papa Francisco lo nombró obispo auxiliar de Lausana, Ginebra y Friburgo. Su ordenación episcopal tuvo lugar el 11 de enero de 2014 en la catedral de San Nicolás de Friburgo.